# Selectron
A Selectron era uma forma primitiva de memória de computadores digitais desenvolvida por Jan A. Rajchman e seu grupo na Radio Corporation of America sob a direção de Vladimir Zworykin, da television technology fame. A equipe nunca foi capaz de produzir uma formato comercialmente viável de Selectron antes de a memória de ferrite se tornar praticamente universal, e nos dias de hoje permanece praticamente desconhecida.

## Desenvolvimento

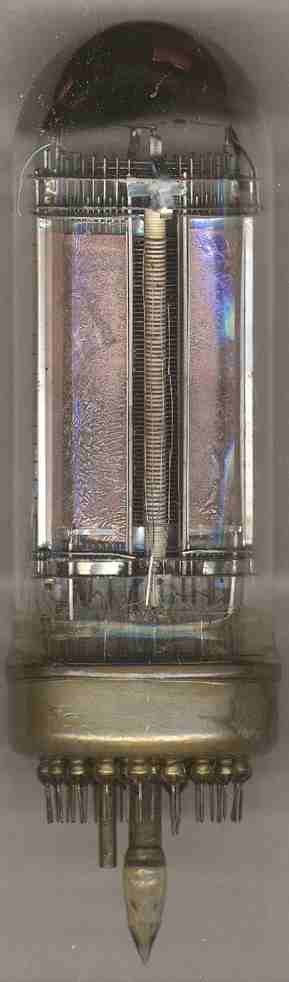
Tubo Selectron de 4096-bits

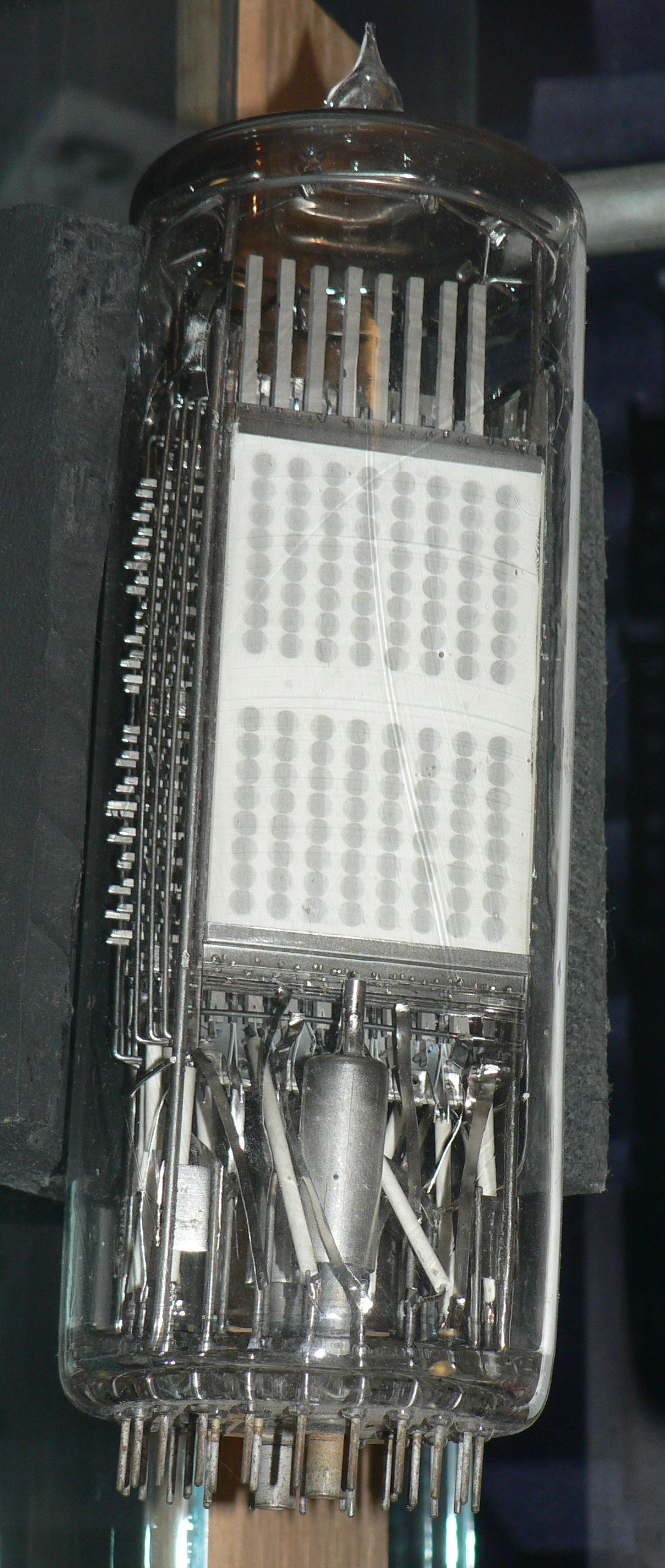
Tubo Selectron de 256-bits

O desenvolvimento do Selectron começou em 1946 sob o comando de John von Neumann do Institute for Advanced Study, que estava no meio do projeto do computador IAS e estava procurando um novo formato de memória de alta velocidade. A RCA respondeu com a Selectron de 4096 bits de capacidade, com uma produção prevista de 200 unidades até ao final do ano. Eles descobriram que o dispositivo era muito mais difícil de produzir do que o esperado, e em meados de 1948 ainda não estavam disponíveis. Como o desenvolvimento se arrastou, a máquina IAS foi forçada a mudar o armazenamento para o tubo de Williams, e o principal cliente do Selectron desapareceu.
A RCA continuou a trabalhar sobre o conceito, redesenhando-o para uma menor capacidade de 256 bits. O Selectron de 256 bits foi projetado para custar cerca de US$ 500 cada, quando em plena produção. Apesar de serem mais confiáveis e mais rápidos que o tubo de Williams, o custo e a falta de disponibilidade, significou que eles acabaram por ser usados em apenas um computador: o Johnniac.
Tanto o Selectron quanto o tubo de Williams foram substituídos no mercado, no início dos anos 1950, pelas mais compactas e de baixo custo mémorias de ferrite.

## Projeto
O Selectron original de 4096 bits tinha um tubo a vácuo de 10 polegadas de comprimento por 3 polegadas de diâmetro configurado como 1024 por 4 bits. Tinha um cátodo aquecido indiretamente ao centro, cercado por dois conjuntos distintos de fios, um radial e um axial, formando uma malha cilíndrica e, finalmente, uma camada de material dielétrico de armazenamento no interior de quatro segmentos de uma envoltura em cilindro de metal chamada as placas de sinal. Os bits eram armazenados como regiões discretas de carga na superfície lisa das placas de sinalização.
Os dois conjuntos das malhas de fios ortogonais eram normalmente "tendenciosos" para ligeiramente positivo, de modo que os elétrons a partir do catodo poderiam fluir através da rede e atingir o dielétrico. O fluxo contínuo de elétrons permitia a carga armazenada ser continuamente regenerada pela emissão secundária de elétrons.
Para se selecionar um bit para ser lido ou escrito, todos, com exceção dos dois fios adjacentes a cada uma das duas grades são colocados com tendencia negativa, permitindo que a corrente flua para o dielétrico em um único local.
A escrita é realizada por selecionar um bit, como acima, e em seguida, enviar um pulso de potencial, positivo ou negativo, à placa de sinalização. Com um bit selecionado, os elétrons seriam puxados para (com um potencial positivo) ou empurrado de (potencial negativo) do dielétrico. Quando a tendência na grade fosse derrubada, os elétrons ficariam presos no dielétrico como um ponto de eletricidade estática.

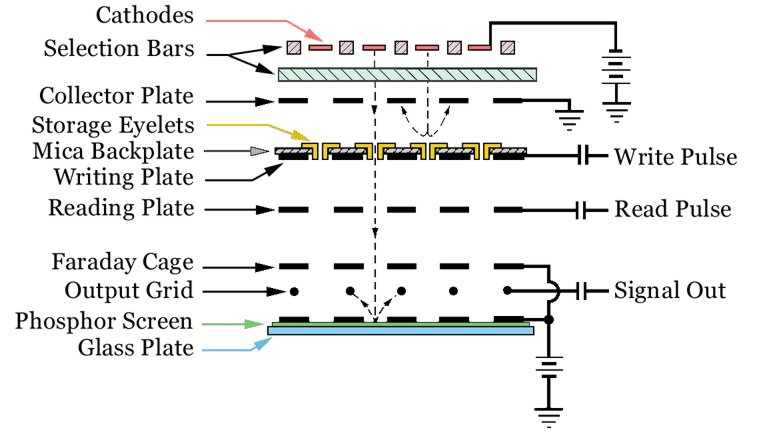
seção em corte de um Selectron

Para ler a partir do dispositivo a localização e um bit é selecionada e um pulso enviado a partir do catodo. Se o dielétrico para este bit contém uma carga, os elétrons seriam empurradas para fora do dielétrico e lidos como um breve pulso de corrente na placa de sinalização. A ausência de pulso, significava que o dielétrico não estava mantendo nenhuma carga.

## Patentes
- Patente E.U.A. 2 494 670 Cylindrical 4096-bit Selectron
- Patente E.U.A. 2 604 606 Planar 256-bit Selectron